# Бостандик (Акжарський район)
Бостанди́к (каз. Бостандық) — село у складі Акжарського району Північноказахстанської області Казахстану. Адміністративний центр Кішикараойського сільського округу.
Населення — 464 особи (2021; 847 у 2009, 1077 у 1999, 1472 у 1989).
Національний склад станом на 1989 рік:
- казахи — 45 %
- росіяни — 25 %.